# Riksdagen 1622
Riksdagen 1622 ägde rum i Stockholm.
Ständerna sammanträdde i april 1622. 
En skatt benämnd lilla tullen beviljades.
Riksdagen avslutades i april 1622.